# Vanessa Carlton

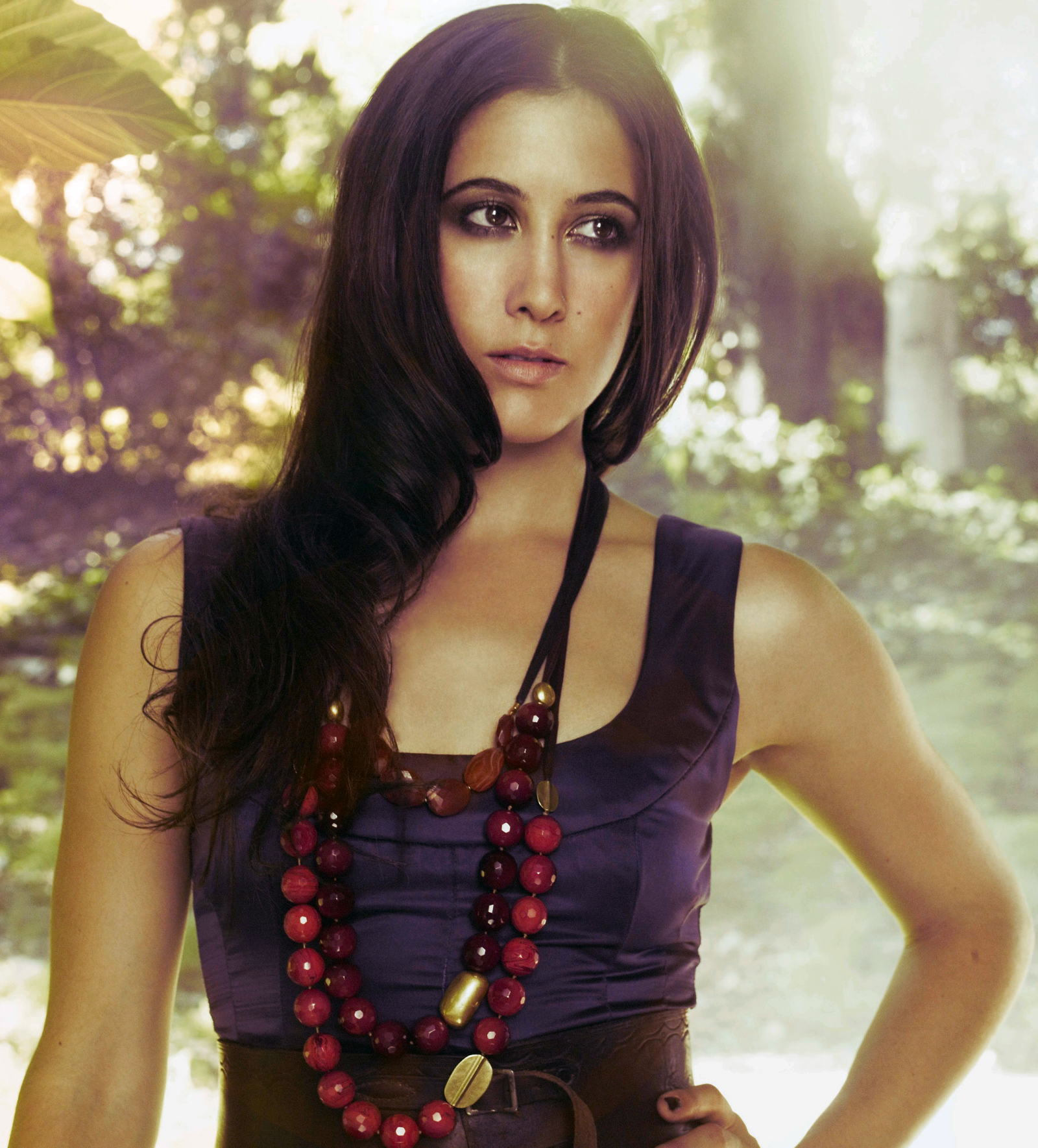
Vanessa Carlton (2009)

Vanessa Lee Carlton (* 16. August 1980 in Milford, Pennsylvania) ist eine US-amerikanische Popsängerin, Songwriterin und Pianistin. 

## Biografie
Carltons Mutter ist ebenfalls Pianistin und Lehrerin; ihr Vater Pilot und ihr Onkel Larry Carlton Musiker und Produzent. Bereits in jungen Jahren nahm sie Ballettunterricht, bis sie im Alter von 14 Jahren eine Tanzausbildung an der "School Of American Ballet" in New York begann. Nach erfolgreichem Abschluss der Ausbildung setzte sie jedoch ihre Laufbahn als Tänzerin nicht fort, sondern fokussierte sich auf den Beruf der Sängerin und Songschreiberin.
Zu Beginn ihrer musikalischen Karriere im Alter von 17 Jahren arbeitete sie im New Yorker Stadtteil Manhattan als Bedienung. Zusätzlich trat sie dort in verschiedenen Clubs auf, wobei sie dort ihre selbst geschriebenen und komponierten Lieder aufführte.
Carltons sehr erfolgreiches Debütalbum Be Not Nobody wurde 2002 veröffentlicht und erreichte den Platinstatus. Es beinhaltete unter anderem die Auskopplungen Ordinary Day und A Thousand Miles, welche ihr 2003 sogar eine Nominierung für den Grammy Award für die „Single des Jahres“ einbrachten. 
2003 erschien der Titel Rinse außerdem auf dem Soundtrack zur TV-Serie Charmed – Zauberhafte Hexen.
Ihr zweites Album Harmonium, dessen Erfolg nicht an den ihres Debüts heranreichte, erschien im Oktober 2004. Die Single White Houses wurde als erstes daraus ausgekoppelt. Im dazugehörigen Video ist Carlton als Balletttänzerin zu sehen.
Am 9. Oktober 2007 wurde das dritte Album mit dem Titel Heroes & Thieves veröffentlicht. Neben dem gleichnamigen Stück Heroes & Thieves befinden sich auf der CD u. a. noch die bereits im Jahr 2005 live vorgestellten Stücke Put Your Hands on Me (Albumtitel: Hands on Me), Best Behavior und All is Well sowie This Time (mitgeschrieben von Linda Perry). 
Die Vorab-Single Nolita Fairytale wurde am 17. Juli 2007 an US-Radiosender verschickt und ist seit diesem Tag über den iTunes Store erhältlich. Das Video zur Single wurde am 28. Juli 2007 in der Lafayette Street und Bond Street im Norden des New Yorker Bezirks Little Italy gedreht.
Am 26. Juli 2011 wurde Vanessa Carltons viertes Album mit dem Titel "Rabbits on the run" veröffentlicht. In der ersten Woche nach Veröffentlichung erreichte es Platz 62 der US-amerikanischen Billboard 200.
Vanessa Carlton ist seit Dezember 2013 mit John McCauley (* 1986), dem Singer-Songwriter der Band Deer Tick, verheiratet. Das Paar hat eine im Januar 2015 geborene Tochter namens Sidney Aoibheann Carlton-McCauley.

## Diskografie

### Studioalben
| Jahr | Titel              | Höchstplatzierung, Gesamtwochen, AuszeichnungChartplatzierungen (Jahr, Titel, Platzierungen, Wochen, Auszeichnungen, Anmerkungen) | Höchstplatzierung, Gesamtwochen, AuszeichnungChartplatzierungen (Jahr, Titel, Platzierungen, Wochen, Auszeichnungen, Anmerkungen) | Höchstplatzierung, Gesamtwochen, AuszeichnungChartplatzierungen (Jahr, Titel, Platzierungen, Wochen, Auszeichnungen, Anmerkungen) | Höchstplatzierung, Gesamtwochen, AuszeichnungChartplatzierungen (Jahr, Titel, Platzierungen, Wochen, Auszeichnungen, Anmerkungen) | Höchstplatzierung, Gesamtwochen, AuszeichnungChartplatzierungen (Jahr, Titel, Platzierungen, Wochen, Auszeichnungen, Anmerkungen) | Anmerkungen                            |
| Jahr | Titel              | DE | AT | CH | UK | US | Anmerkungen                            |
| ---- | ------------------ | --- | --- | --- | --- | --- | -------------------------------------- |
| 2002 | Be Not Nobody      | DE7 (13 Wo.)DE | AT13 (9 Wo.)AT | CH15 (21 Wo.)CH | UK7 Gold · (17 Wo.)UK | US5 Platin · (51 Wo.)US | Erstveröffentlichung: 30. April 2002   |
| 2004 | Harmonium          | — | — | — | — | US33 (7 Wo.)US | Erstveröffentlichung: 9. November 2004 |
| 2007 | Heroes & Thieves   | — | — | — | — | US44 (3 Wo.)US | Erstveröffentlichung: 9. Oktober 2007  |
| 2011 | Rabbits on the Run | — | — | — | — | US62 (1 Wo.)US | Erstveröffentlichung: 26. Juli 2011    |
| 2015 | Liberman           | — | — | — | — | — | Erstveröffentlichung: 23. Oktober 2015 |
| 2020 | Love Is an Art     | — | — | — | — | — | Erstveröffentlichung: 27. März 2020    |

### Livealben
- 2016: Liberman Live
- 2017: Earlier Things Live

### Kompilationen
- 2011: Icon: Best of Vanessa Carlton
- 2018: Double Live & Covers
- 2020: Piano Songs

### EPs
- 2002: Ordinary Day
- 2011: Hear the Bells
- 2015: Blue Pool EP

### Singles als Leadmusikerin
| Jahr | Titel Album                    | Höchstplatzierung, Gesamtwochen, AuszeichnungChartplatzierungen (Jahr, Titel, Album, Platzierungen, Wochen, Auszeichnungen, Anmerkungen) | Höchstplatzierung, Gesamtwochen, AuszeichnungChartplatzierungen (Jahr, Titel, Album, Platzierungen, Wochen, Auszeichnungen, Anmerkungen) | Höchstplatzierung, Gesamtwochen, AuszeichnungChartplatzierungen (Jahr, Titel, Album, Platzierungen, Wochen, Auszeichnungen, Anmerkungen) | Höchstplatzierung, Gesamtwochen, AuszeichnungChartplatzierungen (Jahr, Titel, Album, Platzierungen, Wochen, Auszeichnungen, Anmerkungen) | Höchstplatzierung, Gesamtwochen, AuszeichnungChartplatzierungen (Jahr, Titel, Album, Platzierungen, Wochen, Auszeichnungen, Anmerkungen) | Anmerkungen                            |
| Jahr | Titel Album                    | DE | AT | CH | UK | US | Anmerkungen                            |
| ---- | ------------------------------ | --- | --- | --- | --- | --- | -------------------------------------- |
| 2002 | A Thousand Miles Be Not Nobody | DE14 Gold · (16 Wo.)DE | AT12 (20 Wo.)AT | CH8 (32 Wo.)CH | UK6 ×2Doppelplatin · (23 Wo.)UK | US5 (41 Wo.)US | Erstveröffentlichung: 12. Februar 2002 |
| 2002 | Ordinary Day Be Not Nobody     | — | — | CH64 (8 Wo.)CH | UK53 (2 Wo.)UK | US30 (18 Wo.)US | Erstveröffentlichung: 14. April 2002   |
| 2003 | Pretty Baby Be Not Nobody      | — | — | CH62 (2 Wo.)CH | UK94 (1 Wo.)UK | — | Erstveröffentlichung: 11. Februar 2003 |
| 2004 | White Houses Harmonium         | — | — | — | — | US86 (6 Wo.)US | Erstveröffentlichung: 30. August 2004  |

Weitere Singles
- 2007: Nolita Fairytale
- 2008: Hands on Me
- 2011: Carousel
- 2011: I Don't Want to Be a Bride
- 2012: Hear the Bells
- 2015: Operator
- 2015: House of Seven Swords
- 2016: Nothing Where Something Used to Be
- 2020: The Only Way to Love
- 2020: Future Pain

### Singles als Gastmusikerin
| Jahr | Titel Album                                | Höchstplatzierung, Gesamtwochen, AuszeichnungChartplatzierungen (Jahr, Titel, Album, Platzierungen, Wochen, Auszeichnungen, Anmerkungen) | Höchstplatzierung, Gesamtwochen, AuszeichnungChartplatzierungen (Jahr, Titel, Album, Platzierungen, Wochen, Auszeichnungen, Anmerkungen) | Höchstplatzierung, Gesamtwochen, AuszeichnungChartplatzierungen (Jahr, Titel, Album, Platzierungen, Wochen, Auszeichnungen, Anmerkungen) | Höchstplatzierung, Gesamtwochen, AuszeichnungChartplatzierungen (Jahr, Titel, Album, Platzierungen, Wochen, Auszeichnungen, Anmerkungen) | Höchstplatzierung, Gesamtwochen, AuszeichnungChartplatzierungen (Jahr, Titel, Album, Platzierungen, Wochen, Auszeichnungen, Anmerkungen) | Anmerkungen                                                             |
| Jahr | Titel Album                                | DE | AT | CH | UK | US | Anmerkungen                                                             |
| ---- | ------------------------------------------ | --- | --- | --- | --- | --- | ----------------------------------------------------------------------- |
| 2003 | Big Yellow Taxi Hard Candy                 | DE67 (9 Wo.)DE | AT40 (10 Wo.)AT | CH63 (5 Wo.)CH | UK16 Silber · (10 Wo.)UK | US42 Gold · (20 Wo.)US | Erstveröffentlichung: Februar 2003 Counting Crows feat. Vanessa Carlton |
| 2004 | Everybody’s Got to Learn Sometime Zu & Co. | — | AT56 (7 Wo.)AT | — | — | — | Erstveröffentlichung: Mai 2004 Zucchero feat. Vanessa Carlton           |

## Auszeichnungen für Musikverkäufe
| Silberne Schallplatte - Frankreich - 2002: für die Single A Thousand Miles - Vereinigtes Königreich - 2019: für die Autorenbeteiligung Good Life (G-Eazy & Kehlani) Goldene Schallplatte - Australien - 2002: für das Album Be Not Nobody - Belgien - 2002: für die Single A Thousand Miles - Brasilien - 2024: für die Single A Thousand Miles - Dänemark - 2019: für die Autorenbeteiligung Good Life (G-Eazy & Kehlani) - Deutschland - 2018: für die Autorenbeteiligung Good Life (G-Eazy & Kehlani) - Italien - 2017: für die Autorenbeteiligung Good Life (G-Eazy & Kehlani) - 2023: für die Single A Thousand Miles - Japan - 2014: für die Single A Thousand Miles - Kanada - 2003: für das Album Be Not Nobody - Neuseeland - 2023: für das Album Be Not Nobody - Spanien - 2024: für die Single A Thousand Miles | Platin-Schallplatte - Australien - 2003: für die Single Big Yellow Taxi - 2018: für die Autorenbeteiligung Good Life (G-Eazy & Kehlani) - Dänemark - 2024: für die Single A Thousand Miles - Japan - 2003: für das Album Be Not Nobody - Vereinigte Staaten - 2021: für die Autorenbeteiligung Good Life (G-Eazy & Kehlani) 2× Platin-Schallplatte - Australien - 2002: für die Single A Thousand Miles - Neuseeland - 2024: für die Single Big Yellow Taxi 3× Platin-Schallplatte - Neuseeland - 2024: für die Single A Thousand Miles |

Anmerkung: Auszeichnungen in Ländern aus den Charttabellen bzw. Chartboxen sind in ebendiesen zu finden.
| Land/RegionAuszeichnungen für Musikverkäufe (Land/Region, Auszeichnungen, Verkäufe, Quellen) | Silber     | Gold       | Platin       | Verkäufe  | Quellen              |
| -------------------------------------------------------------------------------------------- | ---------- | ---------- | ------------ | --------- | -------------------- |
| Australien (ARIA)                                                                            | —          | Gold1      | 4× Platin4   | 315.000   | aria.com.au          |
| Belgien (BRMA)                                                                               | —          | Gold1      | —            | 15.000    | ultratop.be          |
| Brasilien (PMB)                                                                              | —          | Gold1      | —            | 30.000    | pro-musicabr.org.br  |
| Dänemark (IFPI)                                                                              | —          | Gold1      | Platin1      | 135.000   | ifpi.dk              |
| Deutschland (BVMI)                                                                           | —          | 2× Gold2   | —            | 450.000   | musikindustrie.de    |
| Frankreich (SNEP)                                                                            | Silber1    | —          | —            | 125.000   | infodisc.fr          |
| Italien (FIMI)                                                                               | —          | 2× Gold2   | —            | 75.000    | fimi.it              |
| Japan (RIAJ)                                                                                 | —          | Gold1      | Platin1      | 300.000   | riaj.or.jp           |
| Kanada (MC)                                                                                  | —          | Gold1      | —            | 50.000    | musiccanada.com      |
| Neuseeland (RMNZ)                                                                            | —          | Gold1      | 5× Platin5   | 157.500   | radioscope.co.nz NZ2 |
| Spanien (Promusicae)                                                                         | —          | Gold1      | —            | 30.000    | elportaldemusica.es  |
| Vereinigte Staaten (RIAA)                                                                    | —          | Gold1      | 2× Platin2   | 2.500.000 | riaa.com             |
| Vereinigtes Königreich (BPI)                                                                 | 2× Silber2 | Gold1      | 2× Platin2   | 1.700.000 | bpi.co.uk            |
| Insgesamt                                                                                    | 3× Silber3 | 14× Gold14 | 15× Platin15 |           |                      |